# SN 2005bh
SN 2005bh – supernowa typu Ic odkryta 10 kwietnia 2005 roku w galaktyce UGC 6495. W momencie odkrycia miała maksymalną jasność 17,30m.